# Chasmanthe
Genre
Classification phylogénétique
Chasmanthe est un genre de plantes de la famille des Iridaceae originaire d'Afrique du Sud. Dans leur habitat naturel, les fleurs sont pollinisées par les oiseaux nectarivores : souï-manga. 
Le nom du genre est dérivé du grec Chasme, qui signifie « bouche bée », et anthos, qui signifie fleur.
Il comprend trois espèces. L'espèce Chasmanthe bicolor est envahissante sur le pourtour méditerranéen.
Ce sont des plantes herbacées atteignant 1,40 m de haut, caduques et bulbeuses. Les fleurs sont hermaphrodites, sessiles et zygomorphes.

## Liste des espèces et variétés
Selon World Checklist of Selected Plant Families (WCSP) (31 janv. 2011) :
- Chasmanthe aethiopica (L.) N.E.Br. (1932)
- Chasmanthe bicolor (Gasp. ex Vis.) N.E.Br. (1932)
- Chasmanthe floribunda (Salisb.) N.E.Br. (1932)
  - variété Chasmanthe floribunda var. duckittii G.J.Lewis ex L.Bolus (1933)
  - variété Chasmanthe floribunda var. floribunda